# Germantown (Iowa)
Pour les articles homonymes, voir Germantown.
Germantown est une communauté non constituée en municipalité du comté d'O'Brien, en Iowa, aux États-Unis. 
Elle est fondée en 1901.

## Source de la traduction
- (en) Cet article est partiellement ou en totalité issu de l’article de Wikipédia en anglais intitulé « Germantown, Iowa » (voir la liste des auteurs).